# Gentiana intricata
Gentiana intricata är en gentianaväxtart som beskrevs av Cecil Victor Boley Marquand. Gentiana intricata ingår i släktet gentianor, och familjen gentianaväxter. Inga underarter finns listade i Catalogue of Life.